# Bródki (Grande-Pologne)
Pour les articles homonymes, voir Bródki.
Bródki (prononciation : [ˈbrutki]) est un village polonais de la gmina de Lwówek dans le powiat de Nowy Tomyśl de la voïvodie de Grande-Pologne dans le centre-ouest de la Pologne.
Il se situe à environ 11 kilomètres à l'est de Lwówek (siège de la gmina), à 19 kilomètres au nord-est de Nowy Tomyśl (siège du powiat) et à 39 kilomètres à l'ouest de Poznań (capitale régionale).

## Histoire
De 1975 à 1998, le village faisait partie du territoire de la voïvodie de Poznań.

Depuis 1999, Bródki est situé dans la voïvodie de Grande-Pologne.
Le village possède une population de 361 habitants en 2013.